# Gabber
Gabber ili ponekad Gabba je stil elektroničke glazbe i podvrsta Hardcore techna. "Gabber" na nizozemskom doslovno znači "kompa" ili "prijatelj". Hardcore (poznat i kao hardcore techno) je podžanr elektronske plesne glazbe sa sjedištem u belgijskom New Beat (industrijskom stilu Techno), koji je nastao u Nizozemskoj 1990-ih, to su bili producenti i DJ-i iz Rotterdama kojima je to preraslo u težu Gabber (Hardcore) varijantu kakvu mi danas poznajemo kao "Gabber" stil. 
Jedinstven zvuk Rotterdama je stvoren kao reakcija na house scenu Amsterdama koji je više izgledao "snobovski i pretenciozan". Iako je house produkcija frankfurtskog DJ-a Marca Acardipanea bila sasvim slična Rotterdam stilu, to je bila popularnost ove glazbe u Nizozemskoj zbog koje je Rotterdam proglašen kolijevkom Hardcore Gabber glazbe. Esencija gabber zvuka je distorzivni kick zvuk, distorzivan do točke gdje iz podrezanog postaje distorzivan kockasti val i tako stvara prepoznatljiv melodični ton. 
Često su Roland Alpha Juno ili kickovi iz Roland TR-909 korišteni za stvaranje ovog zvuka. Gabber singlovi obično sadrže uzorke i sintentizirane melodije with s uobičajenim rasponom tempa od 150 do 220 bpma. Nasilje, droga i vulgarnost su česte teme u gabber technu, primjetno kroz uzorke i stihove, često vrišteći, tonski pomaknut ili deformirani. Danas se Gabber proširio u nekoliko država. Ključna mjesta su Nizozemska, Belgija, Švicarska, Njemačka, Austrija, Španjolska, Francuska i Italija. U Njemačkoj, Gabber zabave se često održavaju u području velegrada Ruhra, kao i u Berlinu, Hamburgu i Frankfurtu.

## Podrijetlo

### Podrijetlo gabber zvuka, gabber supkultura
Singl "We Have Arrived" Mescalinum Uniteda se uglavnom smatra prvim gabber singlom. Hardcore/gabber glazba je spoj techna i industriala s mračnim, agresivnim ozračjem. U ranim i sredinom 1990-ih čista gabber odjeća se oblikovala. Između 1993. i 1998. mnoštvo obožavatelja ("gabbera") su odjevani u (debele, slojevite) trenirke, Nike Air Max športske tenisice (s probušenim ozračenom šupljinom), bombarderske jakne (kakve se koriste u ratnom zrakoplovstvu) ili kožne jakne te većina muških "gabbera" imaju obrijanu glavu. Ženski "gabberi" često obrijaju kosu s bočne i stražnje strane njihove glave i kosu si svežu u konjski rep. 
Stil je započeo u kasnim 1980-ima, no neki tvrde da je oslabio 1995. s happy hardcoreom i za obožavatelje hardcorea, s komercijalizacijom što je rezultiralo privlačenjem scene mlađoj publici. Komercijalna organizacija ID&T je puno pomogla u populariziranju glazbe organiziranjem zabava (najistaknutije su Thunderdomeove zabave) i u prodavanju robe. Ime "gabber" se danas manje koristi u opisivanju ovog glazbenog stila, posebno zbog ove stigme nastale sredinom 1990-ih. Poslije preživljavanja u glazbenom podzemlju niz godina, 2002. stil je vratio neku popularnost u Nizozemskoj, iako je zvuk zreliji, mračniji i industrijski. Nikada nije izgubio svoju izvornu vještinu širom svijeta i glazba se razvijala te je stvorila nove podvrste i pristupe, od digital hardcorea do breakcorea, od noisecorea do speedcorea.

### Nu style gabber
Bilo je nekakvih presudnih podjela u hardcore sceni počevši u kasnim 1990-ima. Neki producenti su započeli prihvaćati sporiji stil karakteriziran dubljim, teškim bassdrumom koji je imao obično dužu etiketu nego što je bilo moguće kod tradicionalnih, bržih stilova. Ovaj noviji zvuk je nazivan "Main stream" i "New Skool" i kao tempo ide sporije i sporije da bi bio sličan hard houseu. Mnogi hardcore entuzijasti su zamrzili hard house i klupsku scenu te često DJ-i budu izviždani od jedne skupine obožavatelja i bodreni od drugih na istoj zabavi, ovisno o tempu i stilu glazbe koje puštaju. To je slično rivalstvu i međusobnoj odbojnosti koje su se pojavile između obožavatelja "regularnog" hardcorea i happy hardcorea. Na kraju su se ta dva stila našli zajedno i mnogo gabbera danas producira u BPM rasponu 160-170.  To je uobičajeno mrvicu sporije od Rotterdam stila koji se razvio sredinom 1990-ih u bržu stranu hardcorea.

## Stil
Gabber je karakteriziran bass drum sound. U osnovi, to dolazi od uzimanja normalnog sinthesiziranog bass druma i jakog overdrivinga. Sinusoidalni uzorak približno započinje od isječka do kvadratnog vala s padajučom visinom tona. To rezultira brojnim efektima: spektar frekvencije se širi te na taj način postiže glasniji, agresivniji zvuk. Također se mijenja raspon (amplituda) zvuka s povećanjem podupiranja. Zbog distorzije, drum (bubanj) također razvija melodični ton. To nije neobično za bass drum uzorak koji mijenja visinu tona kroz pjesmu prativši bass line.
Druga, često korištena komponenta gabber pjesama je "hoover" ("usisivač"), zakrpa Roland Alpha Juno sintesajzera. "hoover" je obično iskrivljeni, zrnasti, očišćeni zvuk koji, kada je puštan na niskom ključu, može stvoriti mračni i ležeći bass line. Alternativno, kada se pušta u visokom tonu, "hoover" postaje agresivni, vrišteći vod. Brže gabber pjesme često primjenjuju najkrajnje brže "hoover" uzorke. Korištenje "hoovera" se razvijao godinama kao i u nuskool vrsti, većina pjesama se oslanja na čišći, demelodizirani supersaw vod, sličan tranceu.
Od navedenih dvoje podvrsta gabbera osnovno se razlikuju u jednoj stvari: u tempu.
- Oldskool gabber, ostavši vjeran svome mentalitetu, određuje "žestinu" u brzini; pjesme se rijetko spuštaju ispod 180 BPM-a, i bass drum se često kreće po brzini gdje se otkucaji sami jedva razlikuju jedan od drugoga.
- Nuskool gabber, kako god bilo, usporava brzinu do 160 BPM-a, ali proširuje duljinu bass druma pa ju bass-frekvencijska rezonanca drži što duže. (U ovim aspektima, "nugabber" se očito ne može smatrati manje snažnijim od svog prethodnika, iako je sporiji hardcore često manje energičan. Jedan od takvih tipičnih stilova je poznat kod hardcore/gabber skupine Rotterdam Terror Corps: otkucaji su podijeljeni u trojac i sve "hoover" note se puštaju u kratkom, načinu sličan staccatu, davajući pjesmi osjećaj koračanja.

## Nedavna zbivanja u sceni
2000-ih, gabber se opet osvrće na brzinu, pjesme obično prijelaze 200 BPM-a i podvrste su razvijene gdje scene (obično na čelu diskogafskih kuća) određena glazbena svojstva i uglavnom su određene njihovim kick drum zvukovima.  Ove podvrste uključuju:
- Terrorcore, koristi isto jako iskrivljeni kick drum kao i ne tako davne nu-style gabber produkcije, pjesme su obično minimalističke i nemelodične, teme su normalno preagresivne i pod izvođačima terrorcorea se smatraju Delta 9, Lenny Dee, Screamerclauz, Unexist, Tieum i MeatBunnY.
- UK gabber miče bassline elemente iz kick druma, u korist mnogo prirodnijim teškim reverbirajučim zvukom, koji je inače pogođen filterom, tamo je običan utjecaj iz breakcorea koji koristi iskrivljene prijelome prijeko 4/4 udaraca, a pjesme imaju puno ambijentalnog zvuka i progresivni osjećaj. Izvođačima UK gabbera se smatraju  The DJ Producer, Bryan Fury, Deathmachine, Teknoist i Detest.

- Speedcore - Ubrzani tip gabber i podvrsta hardcorea s uobičajenim rasponom tempa od 300 bpm ili više.

## Unutarnje poveznice
- Hakken
- Hardcore techno

## Vanjske poveznice
- Twisted & Brainfire (Scotland) Škotska Gabber i Hardcore događaji
- Gabber Planet Gabber Planet, velika talijanska hardcore zajednica Dj 3-mora
- Portugalska Hardcore Gabber stranica Podatci o Hardcoreu i Thunderdomeu
- Geordie Gabba Mafia (Newcastle, UK)  Arhivirana inačica izvorne stranice od 13. listopada 2018. (Wayback Machine) Izvođači i DJ-i iz Newcastle (Velika Britanija) Gabber scene. Pokrenuo ga je DJ Smurf
- CyberRave  Arhivirana inačica izvorne stranice od 29. rujna 2013. (Wayback Machine) Europska Gabber stranica (Njemačka, Nizozemska, Italija i Velika Britanija)
- Rave-O-Lution Starija, osnovana 1995., mrežna hardcore stranica s mnogo slika i podataka o sceni